# Konarocythere
Konarocythere is een geslacht van kreeftachtigen uit de klasse van de Ostracoda (mosselkreeftjes).

## Soorten
- Konarocythere asperita (Rosyjeva, 1962) Malz, 1983
- Konarocythere convexa (Scheremeta, 1969) Malz, 1983 †
- Konarocythere eggeriana (Lienenklaus, 1896) Malz, 1983 †
- Konarocythere fiski (Howe & Law, 1936) Krutak, 1961 †
- Konarocythere grekoffi (Margerie, 1961) Malz, 1983
- Konarocythere inflata (Schneider, 1949) Malz, 1983 †
- Konarocythere phlyctaenopsis Poag, 1972 †
- Konarocythere plicatoreticulata (Margerie, 1961) Malz, 1983
- Konarocythere sherborni (Bowen, 1953) Malz, 1983 †
- Konarocythere spurgeonae (Howe & Chambers, 1935) Krutak, 1961 †
- Konarocythere wetherellii (Jones, 1854) Malz, 1983 †